# خالد القاسمي
الشيخ خالد بن فيصل القاسمي هو سائق راليات إماراتي بدأ مسيرته في سنة 2004. كان أول رالي له هو رالي أكروبوليس 2004. تسابق في بطولة العالم للراليات.

## فرق مثلها
- فريق فورد للراليات

## روابط خارجية
- خالد القاسمي على موقع eWRC-results.com (الإنجليزية)